# Klapperstrandlöpare
Klapperstrandlöpare (Bembidion prasinum) är en skalbaggsart som först beskrevs av Caspar Erasmus Duftschmid 1812.  Klapperstrandlöpare ingår i släktet Bembidion, och familjen jordlöpare. Arten är reproducerande i Sverige.